# Casper Kuresa
Moe Casper Kuresa, zumeist Casper Kuresa oder Moe Kuresa, seltener auch Moe Casperpona Kuresa geschrieben (* 7. Januar 1991), ist ein amerikanisch-samoanischer Fußballspieler auf der Position eines Mittelfeldspielers, der in den Jahren 2011 und 2015 zumindest in sechs Länderspielen der amerikanisch-samoanischen Fußballnationalmannschaft zum Einsatz gekommen ist.

## Karriere
Casper Kuresa trat im April 2011 – zu diesem Zeitpunkt bereits über 20 Jahre alt – anlässlich der U-20-Fußball-Ozeanienmeisterschaft 2011 für die amerikanisch-samoanische U-20-Nationalmannschaft in Erscheinung. Dabei kam er in allen drei Gruppenspielen seiner Mannschaft zum Einsatz, verlor all diese Spiele gegen Vanuatu, Fidschi und Papua-Neuguinea und schied mit der Mannschaft mit einer Gesamttordifferenz von 2:17 als Letzter der Gruppe A frühzeitig vom Turnier aus. Noch im selben Jahr nahm er mit der A-Nationalmannschaft seines Heimatlandes anlässlich des Fußballturniers der Pazifikspiele 2011 an einer Reihe von Länderspielen teil. Dabei debütierte er am 27. August 2011 im Freundschaftsspiel gegen Tuvalu, als er von Avele Lalogafuʻafuʻa bei der 0:4-Niederlage über die vollen 90 Minuten eingesetzt wurde. Nachdem er die 0:4-Pleite gegen die Salomonen drei Tage später aufgrund einer Knöchelverletzung versäumt hatte, kam er am 1. September 2011 bei der 0:2-Niederlage gegen Guam und am 3. September 2011 bei der 0:8-Niederlage gegen Neukaledonien jeweils über etwa eine Halbzeit zum Einsatz und verpasste das letzte Spiel dieser Reihe, eine klare 0:8-Schlappe gegen Vanuatu am 5. September 2011. Im November 2011 gehörte er zum amerikanisch-samoanischen Spieleraufgebot, das an der ersten Runde der OFC-Qualifikation zur Weltmeisterschaft 2014 teilnahm. Beim 2:1-Sieg über Tonga, dem 1:1-Remis gegen die Cookinseln und der 0:1-Niederlage gegen Samoa saß Kuresa jeweils auf der Ersatzbank, kam jedoch von dieser nicht zu Einsätzen. Ein zweiter Platz in der Gruppenphase reichte am Ende nicht für das Weiterkommen in der WM-Qualifikation.
Im darauffolgenden Jahr nahm das damalige Vereinsmitglied von Pago Youth mit seinem Team an der OFC Champions League 2012/13 teil, absolvierte alle drei Gruppenspiele gegen Konkurrenten wie Tupapa Maraerenga von den Cookinseln, Lotohaʻapai United aus Tonga und den Kiwi FC von Samoa und schied mit der Mannschaft deutlich als Gruppenletzter nach drei verlorenen Spielen und einer Tordifferenz von 1:20 frühzeitig aus dem laufenden Wettbewerb aus. Außerdem absolvierte er im März 2012 die drei Gruppenspiele Amerikanisch-Samoas bei der U-23-Fußball-Ozeanienmeisterschaft 2012, die in einem desaströsen Ergebnis des Inselstaates endete. Nach einem 0:8 gegen Vanuatu und einem 1:7 gegen Fidschi unterlag Amerikanisch-Samoa nach anfänglicher 1:0-Führung den Salomonen deutlich mit 1:16. Die Vorbereitung zum 1:0-Führungtreffer durch den damaligen Fußballspieler und späteren NFL-Footballspieler Shalom Luani leistete Kuresa mit einem Eckstoß in der fünften Spielminute.
Über die weitere Vereinszugehörigkeit Kuresas ist nichts bekannt; spätestens um das Jahr 2015 spielte er für die Fußballmannschaft des American Samoa Community College. In diesem Jahr kehrte er auch wieder in die Nationalmannschaft von Amerikanisch-Samoa zurück. So nahm er etwa an der Vorbereitung auf die anstehende OFC-Qualifikation zur Weltmeisterschaft 2018 teil und war am 27. August 2015 beim Länderspieldebüt des US-amerikanischen Hobbyfußballspielers Jason Siʻi beteiligt, den er bei der klaren 0:6-Pleite gegen Fidschi ab der 69. Spielminute ersetzte. Bei der anschließenden ersten Runde der WM-Qualifikation saß Kuresa im ersten Gruppenspiel bei der knappen 2:3-Niederlage gegen Samoa noch uneingesetzt auf der Ersatzbank, kam aber in den beiden nachfolgenden siegreichen Spielen über Tonga und die Cookinseln jeweils über die volle Spieldauer zum Einsatz. Als Zweitplatzierter reichte es aufgrund der minimal schlechteren Tordifferenz nur knapp nicht für ein Weiterkommen in die zweite Runde der Qualifikationsphase.
Danach verläuft sich weitestgehend die Spur des in Pago Pago ansässigen Kuresa, der sich, wie sein einstiger Teamkollege Shalom Luani, in weiterer Folge vermehrt dem Kraftsport zuwandte und ebenfalls als American-Football-Spieler zum Einsatz kam.